# Veanne Cox
Veanne Cox (Norfolk (Virginia), 19 januari 1963) is een Amerikaanse actrice.

## Biografie
Cox heeft ballet gestudeerd aan de Washington School of Ballet, het acteren leerde zij aan de Studio Theatre's Conservatory en stem aan de Catholic University, allen in Washington D.C.

## Filmografie

### Films
Uitgezonderd korte films.
- 2020: Marry Harry - als Francine
- 2018: The Mountain - als moeder 2 op skates
- 2018: Radium Girls - als dr. Katherine Drinker
- 2016: Little Boxes - als Sarita
- 2014: How to Write Love - als Clara Foss
- 2014: The Better Angels - als tante Elizabeth
- 2009: The Rebound – als Haley
- 2008: Sex and the City – als Halloween vrouw
- 2006: Champions – als Maggie
- 2006: The Sasquatch Gang – als Lenora
- 2004: Mariti in affitto – als Sonya
- 2004: My Sexiest Mistake – als Kristen
- 2003: Marci X – als Caitlin Mellowitz
- 2002: Two Weeks Notice – als Melanie Corman
- 2001: Beethoven's 4th – als Martha Sedgewick
- 2000: Big Eden – als Mary Margaret Bishop
- 2000: Erin Brockovich – als Theresa Dallavale
- 1998: You've Got Mail – als Miranda Margulies
- 1998: Charlie Hoboken – als de vrouw in de bar
- 1998: Dangerous Proposition – als Eryn
- 1997: Cinderella – als Calliope
- 1997: Henry Fool – als Laura
- 1995: Dirty Money – als vrouw bij bushalte
- 1994: Island City – als Helen
- 1989: Miss Firecracker – als Tessy Mahoney
- 1986: Class of '86 – als diverse karakters

### Televisieseries
Uitgezonderd eenmalige gastoptredens.
- 2019-2022: The Marvelous Mrs. Maisel - als Corinne - 3 afl.
- 2021: Around the Sun - als Bea - 2 afl.
- 2019-2021: Bull - als rechter Graves - 2 afl.
- 2018-2019: Indoor Boys - als Lenora - 8 afl.
- 2019: NCIS: New Orleans - als Parker - 3 afl.
- 2017: Incorporated - als ?? - 2 afl.
- 2013: Smash - als actrice - 3 afl.
- 2011: Pan Am – als Mevr. Havemeyer – 3 afl.
- 2001: One Life to Live – als Melissa Miller - ? afl.

## Theaterwerk opBroadway
- 2015: An American in Paris - als Madame Baurel
- 2010-2011: A Free Man of Color – als Mandragola / Donã Polossena / Robert Livingston
- 2010-2011: La Cage Aux Folles – als Dindon / Renaud
- 2004: Caroline, or Change – als Rose Stopnick Gellman
- 2000-2001: The Dinner Party – als Yvonne Fouchet
- 1995: Company – als Amy
- 1986-1987: Smile – als Sandra-Kay Macaffee